# Cethosia nicobarica
Cethosia nicobarica är en fjärilsart som beskrevs av Felder 1862. Cethosia nicobarica ingår i släktet Cethosia och familjen praktfjärilar. Inga underarter finns listade i Catalogue of Life.